# Rally van Oostenrijk
De Rally van Oostenrijk, beter bekend onder de formele naam Österreichische Alpenfahrt, was een rallyevenement in Oostenrijk, en een ronde van het wereldkampioenschap rally in 1973.

## Geschiedenis
De rally werd in 1910 voor het eerst georganiseerd (daarmee een jaar eerder dan de Rally van Monte Carlo) en werd gezien als een van de zwaarste rally's van Europa vóór het uitbreken van de Eerste Wereldoorlog. Auto's waren in die tijd onbetrouwbaar en de bergwegen die een groot deel van de rally behelsden waren allerminst veilig. Na de editie van 1914 werd de rally enige tijd niet verreden, mede omdat Oostenrijk het evenement na de oorlog niet meer kon financieren. Automobiel organisaties sloegen vervolgens de handen bijeen en zorgde ervoor dat de rally tussen 1928 en 1936 weer gehouden werd. De eerste editie na de Tweede Wereldoorlog vond plaats in 1949, en tot aan 1965 namen voornamelijk alleen motorfietsen deel aan de rally (wegens economische redenen). Auto's kregen tussen 1965 en 1973 weer de bovenhand in de deelnemerslijsten. De rally was vanaf dat moment onderdeel van het Europees kampioenschap rally, vervolgens het internationaal kampioenschap voor constructeurs tussen 1970 en 1972, en in het inaugurele seizoen 1973 van het wereldkampioenschap rally. Door de wereldwijde oliecrisis verdween de rally na afloop van dat jaar definitief.
In 2002 werd de rally herstart als de Internationale Österreichische Alpenfahrt Classic Rallye, die het evenement zijn 100-jarige bestaan vierde in Bad Kleinkirchheim in 2010.

## Lijst van winnaars
- Noot: De lijst is niet compleet.

| Editie | Seizoen | Rijder           | Navigator        | Auto                     |
| ------ | ------- | ---------------- | ---------------- | ------------------------ |
| 44     | 1973    | Achim Warmbold   | Jean Todt        | BMW 2002 TII             |
| 43     | 1972    | Håkan Lindberg   | Helmut Eisendle  | Fiat 124 Sport Spyder    |
| 42     | 1971    | Ove Andersson    | Arne Hertz       | Alpine-Renault A110 1600 |
| 41     | 1970    | Björn Waldegård  | Lars Nyström     | Porsche 911 S            |
| 40     | 1969    | Hannu Mikkola    | Mike Wood        | Ford Escort TC           |
| 39     | 1968    | Bengt Söderström | Gunnar Palm      | Ford Escort TC           |
| 38     | 1967    | Sobiesław Zasada | Jerzy Dobrzanski | Porsche 911 S            |
| 37     | 1966    | Paddy Hopkirk    | Ron Crellin      | BMC Mini Cooper S        |
| 36     | 1965    | Arnulf Pilhatsch | Peter Lederer    | BMW 1800                 |